# La Puerta de Santiago
La Puerta de Santiago es un pueblo perteneciente al municipio de Tonatico, Estado de México. La Puerta de Santiago se localiza en la parte sur del Estado de México en las coordenadas 18.765577,-99.624103. La mayoría del territorio se ubica a los 1,650 metros sobre el nivel del mar. El “Cerro Tepechichi” es la parte más alta con 2,005 m s. n. m.
Limita al norte y al poniente con la comunidad de El Zapote, al sur con la comunidad de Piedras Negras municipio de Pilcaya, Gro., y al oriente con el Llano de la Solidaridad.
Actualmente cuenta con todos los servicios básicos drenaje, agua potable, electricidad, teléfono e internet; además de contar con las instituciones educativas del nivel básico, las cuales son:
- Jardín de Niños - Enrique C. Rebsamen
- Primaria - Lic. Adolfo López Mateos
- Telesecundaria - Profr. Pedro Fuentes García
- Telebachillerato - Sin Nombre